# جيف كوين (لاعب كرة قدم أمريكية)
جيف كوين (بالإنجليزية: Jeff Quinn)‏ هو لاعب كرة قدم أمريكية أمريكي، ولد في 26 سبتمبر 1962.